# Эльмале, Максим
Макси́м Эльмале́ (фр. Maxime Elmaleh; род. 5 мая 1969, Квебек) — канадский кёрлингист.
Играет в основном на позициях первого и второго.
Чемпион Канады среди мужчин (2006). В составе мужской сборной Канады серебряный призёр чемпионата мира 2006.

## Достижения
- Чемпионат мира по кёрлингу среди мужчин: серебро (2006).
- Чемпионат Канады по кёрлингу среди мужчин: золото (2006), бронза (2000).
- Континентальный Кубок по кёрлингу (в составе команды Северной Америки): серебро (2006).

## Команды
| Сезон                                          | Четвёртый        | Третий         | Второй            | Первый             | Запасной                                 | Турниры                      |
| ---------------------------------------------- | ---------------- | -------------- | ----------------- | ------------------ | ---------------------------------------- | ---------------------------- |
| 1998—99                                        | Эрик Сильвен     | Максим Эльмале | Франсуа Роберж    | Жан Ганьон         |                                          |                              |
| 1999—00                                        | Эрик Сильвен     | Максим Эльмале | Франсуа Роберж    | Жан Ганьон         |                                          |                              |
| 1999—00                                        | Франсуа Роберж   | Максим Эльмале | Эрик Сильвен      | Жан Ганьон         | Мишель Сент-Онж                          | ЧК 2000                      |
| 2000—01                                        | Франсуа Роберж   | Максим Эльмале | Эрик Сильвен      | Жан Ганьон         |                                          |                              |
| 2001—02                                        | Франсуа Роберж   | Максим Эльмале | Эрик Сильвен      | Жан Ганьон         | Жан-Мишель Менар тренер: Мишель Сент-Онж | ЧК 2002 (11 место)           |
| 2003—04                                        | Жан-Мишель Менар | Франсуа Роберж | Эрик Сильвен      | Максим Эльмале     | Жан Ганьон                               |                              |
| 2004—05                                        | Жан-Мишель Менар | Франсуа Роберж | Эрик Сильвен      | Максим Эльмале     | Жан Ганьон тренер: Мишель Сент-Онж       | ЧК 2005 (4 место)            |
| 2005—06                                        | Жан-Мишель Менар | Франсуа Роберж | Эрик Сильвен      | Максим Эльмале     | Жан Ганьон тренер: Мишель Сент-Онж       | ЧК 2006 · ЧМ 2006            |
| 2006—07                                        | Жан-Мишель Менар | Франсуа Роберж | Эрик Сильвен      | Максим Эльмале     | Жан Ганьон                               | ККК 2006 · КК 2007 (9 место) |
| 2007—08                                        | Francois Gagne   | Франсуа Роберж | Максим Эльмале    | Christian Bouchard |                                          |                              |
| 2008—09                                        | Guy Hemmings     | Dwayne Fowler  | Shawn Fowler      | Максим Эльмале     | Франсуа Роберж                           |                              |
| 2009—10                                        | Martin Ferland   | Франсуа Роберж | Shawn Fowler      | Максим Эльмале     | Philippe Lemay                           |                              |
| 2010—11                                        | Martin Ferland   | Франсуа Роберж | Shawn Fowler      | Максим Эльмале     |                                          |                              |
| 2011—12                                        | Martin Ferland   | Франсуа Роберж | Shawn Fowler      | Максим Эльмале     |                                          |                              |
| 2012—13                                        | Martin Ferland   | Франсуа Роберж | Shawn Fowler      | Максим Эльмале     |                                          |                              |
| 2013—14                                        | Martin Ferland   | Франсуа Роберж | Shawn Fowler      | Максим Эльмале     |                                          |                              |
| 2014—15                                        | Ghyslain Richard | Максим Эльмале | William Dion      | Miguel Bernard     |                                          |                              |
| 2016—17                                        | Martin Ferland   | Франсуа Роберж | Максим Эльмале    | Жан Ганьон         |                                          |                              |
| 2017—18                                        | Martin Ferland   | Франсуа Роберж | Максим Эльмале    | Жан Ганьон         |                                          |                              |
| 2018—19                                        | Франсуа Роберж   | Serge Reid     | Максим Эльмале    | Daniel Bédard      |                                          | ЧКВ 2019 (5 место)           |
| 2018—19                                        | Steven Munroe    | Максим Эльмале | Jasmin Gibeau     | Philippe Brassard  |                                          |                              |
| 2019—20                                        | Steven Munroe    | Максим Эльмале | Philippe Brassard | Жан Ганьон         |                                          |                              |
| 2022—23                                        | Франсуа Роберж   | Максим Эльмале | Эрик Сильвен      | Жан Ганьон         |                                          | ЧКВ 2022 (7 место)           |
| Кёрлинг среди смешанных команд (mixed curling) |                  |                |                   |                    |                                          |                              |
| 2015—16                                        | Максим Эльмале   | Roxane Perron  | Жан Ганьон        | Sonia Delisle      |                                          | ЧКСК 2016 (6 место)          |

(скипы выделены полужирным шрифтом)